# لاماصبة

جدول لامصبة الذي عثر عليه في الموقع الأثري لامصبة بمروانة ويوضح طريقة توزيع الماء على مختلف المناطق

لاماصبة (بالإنجليزية: Lamasba) كانت مدينة رومانية بربرية في موريطانية القيصرية. تقع في مدينة مروانة الحالية بالجزائر.